# Luigi Valentino Brugnatelli
Luigi Valentino Brugnatelli (nelle bibliografie anche Luigi Gaspare Brugnatelli o Luigi Vincenzo Brugnatelli) (Pavia, 14 febbraio 1761 – Pavia, 24 ottobre 1818) è stato un farmacista, chimico e fisico italiano.

## Biografia
Nato a Pavia, frequentò ivi la Scuola di Farmacia creata dal conte Carlo Giuseppe di Firmian e fu allievo di Giovanni Antonio Scopoli. Laureatosi nel 1784 in Medicina con una tesi sull'analisi chimica dei succhi gastrici (fu allievo, tra l'altro, di Lazzaro Spallanzani), esercitò per qualche tempo la professione medica, senza però trascurare i suoi interessi per la chimica, esortato dal suo maestro, Giovanni Antonio Scopoli, con saltuaria attività di insegnamento nell'ateneo pavese, in cui divenne titolare dell'insegnamento di Chimica nel 1796 (nel 1813 ne divenne rettore).
Amico personale di Alessandro Volta, lo accompagnò a Parigi nel 1801 per illustrare l'invenzione della pila. Nel 1802 effettuò con successo i primi esperimenti di doratura mediante galvanoplastica, di cui è oggi riconosciuto il vero inventore.
Imprenditore editoriale, Brugnatelli ebbe un ruolo molto importante nello stimolare le pubblicazioni scientifiche in Italia, contribuendo a diffondervi conoscenze avanzate di chimica, fisica e scienze naturali.
Fu il primo ad adottare e a far conoscere in Italia le nuove teorie e la nuova nomenclatura introdotta nella chimica da Lavoisier. Tentò di introdurre a sua volta nuovi concetti e nuova terminologia (per esempio, al posto di azoto "senza vita" propose dapprima fossigeno "generatore di luce" e poi septone "putrido"), ma queste innovazioni, pur con qualche riconoscimento anche all'estero, non vennero in definitiva accolte.
Il 28 novembre 1790 divenne socio dell'Accademia delle scienze di Torino.

## Opere

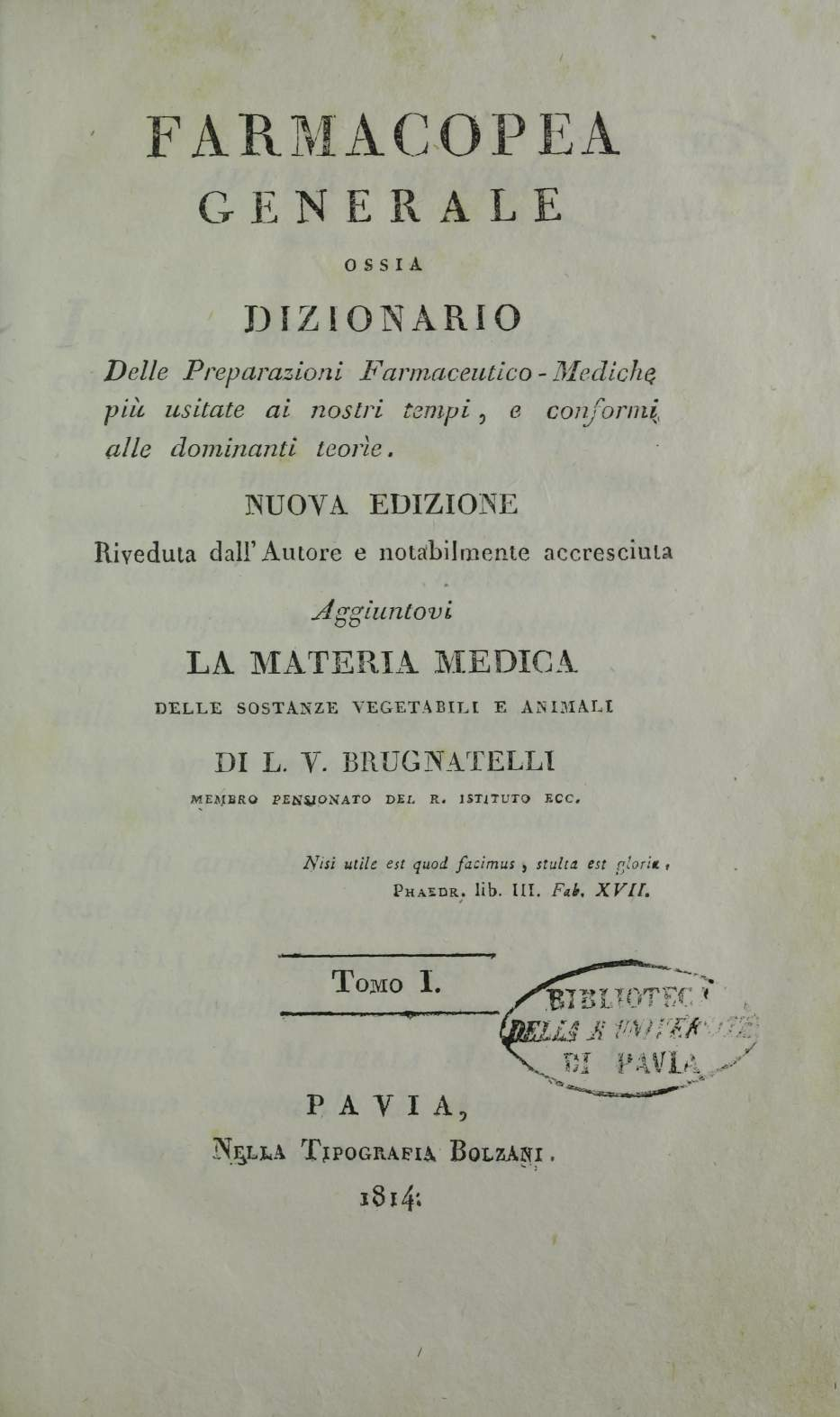
Farmacopea generale, 1814

- Biblioteca fisica d'Europa, 20 volumi, 1788-1791
- Annali di chimica, 22 volumi 1790-1805
- Giornale fisico-medico (in collaborazione con Valeriano Luigi Brera), 20 volumi, 1792-1796
- Commentari medici (in collaborazione con Valeriano Luigi Brera), 3 tomi, 1797
- Elementi di chimica appoggiati alle più recenti scoperte chimiche e farmaceutiche (3 voll.), Pavia 1795-1798
- Elementi di chimica, vol. 1, Pavia, Bolzani, 1803.
  -  Elementi di chimica, vol. 2, Pavia, Bolzani, 1803.
  -  Elementi di chimica, vol. 3, Pavia, Bolzani, 1803.
  -  Elementi di chimica, vol. 4, Pavia, Bolzani, 1803.
- Giornale di fisica, chimica e storia naturale, continuato fin dopo la sua morte, 1808-1827;
- Trattato elementare di chimica generale, vol. 1, Pavia, Bolzani, 1810.
  -  Trattato elementare di chimica generale, vol. 2, Pavia, Bolzani, 1810.
  -  Trattato elementare di chimica generale, vol. 3, Pavia, Bolzani, 1810.
  -  Trattato elementare di chimica generale, vol. 4, Pavia, Bolzani, 1810.
- Farmacopea generale, vol. 1, Pavia, Bolzani, 1814.
  -  Farmacopea generale, vol. 2, Pavia, Bolzani, 1814.
  -  Farmacopea generale, vol. 3, Pavia, Bolzani, 1814.
- Litilogia umana ossia ricerche chimiche e mediche. Opera Postuma del Prof. L.V. Brugnatelli, pubblicata dal Dott. Gaspare Brungnatelli. Pavia 1819.